# Somos lo que hay
Somos lo que hay és una pel·lícula mexicana de terror dirigida per Jorge Michel Grau el 2010. Considerada una seqüela independent de Cronos (1993), la pel·lícula tracta sobre una família que, després de la mort del pare, intenta continuar amb una inquietant tradició ritual. La pel·lícula és protagonitzada per Paulina Gaitán i Daniel Giménez Cacho, qui repeteix el seu paper de Cronos. Va formar part de la selecció oficial al XLIII Festival Internacional de Cinema Fantàstic de Catalunya.

## Sinopsi
Un home de mitjana edat, de professió rellotger, d'aspecte descurat i malaltís mor sobtadament tot vomitant sang en un centre comercial. La policia retira el seu cadàver com si no hagués passat res. La seva família, formada per la vídua i tres fills, quan se n'assabenta per rumors i a causa de la perllongada absència, queda desemparada. No sols s'ha d'enfrontar a la seva pèrdua, sinó també al desafiament de sobreviure. Tots ells són caníbals i tota la vida s'han alimentat de carn humana proveïda pel seu pare, que era el caçador, en sagnants cerimònies. Ara que ja no hi és, qui caçarà ? Qui els guiarà? La missió recau sobre el fill gran Alfredo, un adolescent inadaptat que no sembla estar llest per acceptar el desafiament.

## Repartiment
- Adrián Aguirre - Adriana
- Miriam Balderas - Sheyla
- Francisco Barreiro - Alfredo
- Carmen Beato - Patricia
- Alan Chávez - Julián
- Juan Carlos Colombo - Director de la Funerària
- Paulina Gaitán - Sabina
- Daniel Giménez Cacho - Tito
- Miguel Ángel Hoppe - Gustavo
- Raúl Kennedy - Adán
- Octavio Michel - Tinente
- Esteban Soberanes - Octavio
- Humberto Yáñez - Papá
- Jorge Zárate - Owen

## Producció
El mateix director Jorge Michel Grau va narrar la seva pel·lícula a la Quinzena dels Realitzadors del 63è Festival Internacional de Cinema de Canes. Somos lo que hay es va rodar completament a Ciutat de Mèxic. Daniel Giménez Cacho va tornar a repetir el seu paper de Tito el forense, un personatge de la pel·lícula de terror Cronos del 1993, dirigida per Guillermo del Toro. Alguns personatges també estan interpretats per Paulina Gaitán i Francisco Barreiro, que van guanyar amb el seu anterior projecte Perpetuum Mobile el premi al millor llargmetratge mexicà al Festival Internacional de Cinema de Guadalajara.

## Estrena
Fou presentada a l'Escola Nacional de Cinema de Mèxic i es va estrenar el 15 de març de 2010 com a part del Festival Internacional de Cinema de Guadalajara. La pel·lícula narra la violència de la gent i la seva exclusió i va formar part del Marché du Film 2010. La pel·lícula de terror mexicana va formar part del FanTasia 2010. La pel·lícula va ser estrenada als Estats Units per IFC Films com We Are What We Are. La pel·lícula es va estrenar al Regne Unit el 30 d'agost de 2010 com a part del Film4 FrightFest 2010. IFC Film estrenarà la pel·lícula als Estats Units com a vídeo a la carta. Artificial Eye la va publicar al Regne Unit el 12 de novembre de 2010.

## Recepció
Deborah Young, de Reuters, va dir que Somos lo que hay "és potser massa fosca i implacablement sense humor per trobar un ampli públic internacional". Young va afirmar que "un altre factor limitant és la dificultat d'identificar-se amb qualsevol dels personatges, que són interpretats expressivament, però que segueixen sent abstractes i aliens, distants de l'espectador".
Rotten Tomatoes dona a la pel·lícula un 72% basat en 47 ressenyes de la crítica, amb una qualificació mitjana de 5,78/10. El consens dels crítics del lloc diu: "És un horror elevat que combina drama familiar i política social, amb un munt de gore al damunt".

## Premis
Fantastic Festmillor pel·lícula i guió
FanTasiaPremi Séquences Ex-Aequo
Expresión en Corto International Film Festivalmillor opera prima
Festival Internacional de Cinema de ChicagoHugo de Plata Premi Especial del Jurat
Festival Internacional de Cinema Fantàstic de GérardmerPremi del Jurat